# Iglesia de los Santos Nazario y Celso (Brescia)
La iglesia de los Santos Nazario y Celso está localizada en el Corso Giacomo Matteotti, en la intersección con la via Fratelli Bronzetti, en Brescia, Lombardía, Italia. La iglesia contiene el Políptico Averoldi (1522), una de las obras maestras de Tiziano.

## Historia
En sus orígenes, en 1222, la iglesia estaba situada muy cerca de la ubicación actual, en una zona que fue cercada por los muros de la ciudad. Una de las reconstrucciones más destacables fue la de 1746, diseñada por el abad Zinelli, y completada en 1781, con un acabado como el que vemos hoy, una fachada neoclásica coronada por una serie de estatuas. Esta reconstrucción se interrumpió en 1769 debido a la explosión del polvorín de la Puerta de San Nazario. La reconstrucción finalmente terminó y la decoración fue renovada en 1780. Diecisiete años más tarde la colegiata se cerró, quedando únicamente la iglesia como iglesia parroquial. El órgano de la iglesia fue terminado por Luigi Amati en 1803.
La entrada tiene un busto el cual representa a uno de los mecenas de la reconstrucción, el obispo de Modone, Alessandro Fè D'Ostiani.

## Interior

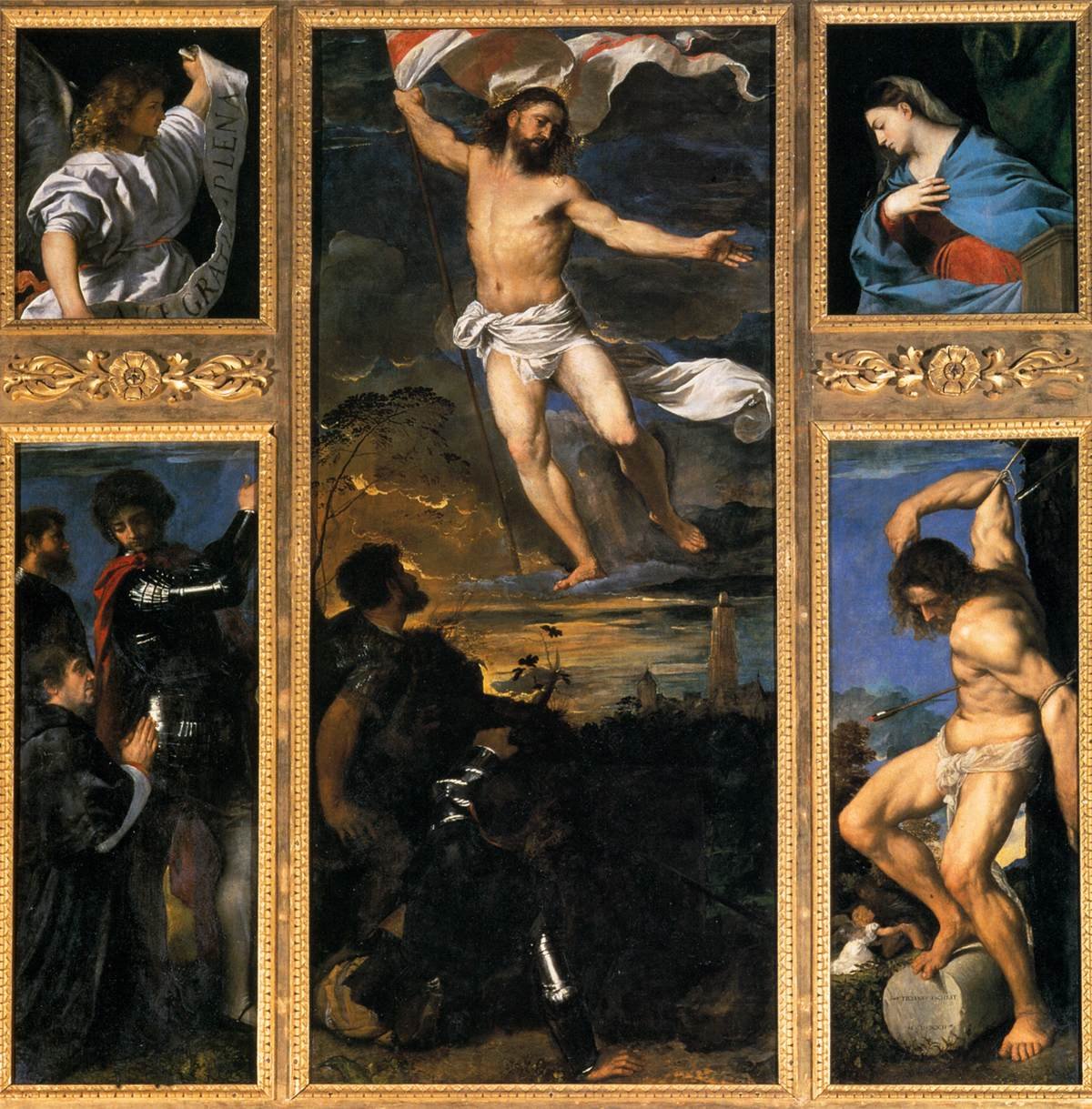
Tiziano, Políptico Averoldi

Además del políptico, la iglesia contiene otras obras como: 
- Coronación de la Virgen con Santos (ca. 1534) por il Moretto, segundo altar por la izquierda.
- Pasión de Cristo con Moisés y Salomón (o David) (1541-1542) por Moretto, tercer altar por la derecha.
- La Anunciación por Gabriello Rottini, tercer altar por la izquierda.
- La Adoración de los Pastores con los Santos Nazario y Celso (ca. 1540) por Moretto, cuarto altar por la izquierda.
- La Virgen y el Niño con San Lorenzo y San Agustín (c. 1460-1480) por Paolo Caylina el Viejo.
- Políptico de San Roque (c. 1590) por Antonio Gandino.
- Adoración de los Magos (1740) por Giambattista Pittoni.
- Muerte de San José (1738) por Francesco Polazzo.
- Santa Bárbara y donante (1588) por Lattanzio Gambara.